# SS Sambenedettese Calcio
SS Sambenedettese Calcio is een Italiaanse voetbalclub uit San Benedetto del Tronto en spelend in de Serie C. De club werd in 1923 opgericht.

## Bekende (ex-)spelers
- Stefano Borgonovo
- Francesco Guidolin
- Julio César de León
- Stefano Colantuono